# Waldy van Geenen
Waldy van Geenen (Den Haag, 1983) is een Nederlandse journalist, verslaggever en presentator.
Van Geenen studeerde van 2003 tot 2008 aan de School voor Journalistiek. Van 2007 was hij verslaggever voor RTV Rijnmond.
Van zomer 2009 tot eind 2012 was hij verslaggever en presentator bij de Multiculturele Televisie Nederland (MTNL). Van 2013 tot 2020 was hij werkzaam voor de Amsterdamse stadszender AT5, waar hij programma's maakte en presenteerde als het AT5 Nieuws, De Straten van Amsterdam, De Zwoele Stad en Wereldstad en optrad als gespreksleider bij het debatprogramma De Stelling van Amsterdam.
In 2020 maakte hij de overstap naar de Hilversumse omroepwereld. Voor de NTR maakte hij reportages voor de rubriek Waar is Waldy? van het radioprogramma Nieuws en Co (NPO Radio 1). Hierin voerde hij telkens vanaf een andere locatie in Nederland een gesprek over de actualiteit met een persoon, vaak bij de geïnterviewde thuis. In deze rol van rondtrekkend interviewer volgde hij Saïda Maggé op, die in dit programma de rubriek De Bus verzorgde. Per januari 2022 kreeg hij een eigen programma op NPO Radio 1: 5 Dagen… (NTR/PowNed), waarin hij op maandag tot en met vrijdag samen met verslaggever Rens Turk radio maakte vanuit telkens dezelfde plaats in Nederland, met aandacht voor verschillende lokale onderwerpen. Per januari 2023 werd de presentatie van 5 Dagen overgenomen door het duo Mirthe van der Drift en Jo van Egmond.
Eveneens op NPO Radio 1 was Van Geenen tot 2022 invaller van Petra Grijzen voor het programma Hilversum Uit (NTR) op zaterdag, ook op locatie en bestaande uit gesprekken en onder meer muziekoptredens.
Na zijn carrière bij de NPO keerde hij terug naar AT5. In de zomer van 2024 werd hij daar presentator van Snorder, waarin hij mensen in een auto van de ene plek in Amsterdam naar de andere rijdt, en ze ondertussen bevraagt over uiteenlopende onderwerpen.